# Hans Pfaall
„Hans Pfaall” (în engleză The Unparalleled Adventure of One Hans Pfaall) este o povestire SF a scriitorului american Edgar Allan Poe, publicată pentru prima dată în ediția din iunie 1835 a revistei lunare Southern Literary Messenger cu scopul de a fi o farsă. Povestirea prezintă călătoria olandezului Hans Pfaall cu un balon cu aer cald în Lună. Ea reprezintă una dintre primele povestiri science-fiction publicate, data sa de apariție fiind considerată de numeroși exegeți ai genului ca fiind data de naștere a literaturii S.F.:p. 198
Poe a plănuit să continue farsa în edițiile suplimentare ale revistei, dar a fost pusă în umbră de celebra farsă Great Moon Hoax care a fost publicată începând din numărul din 25 august 1835 al cotidianului New York Sun. Poe a scris mai târziu că tonul frivol al povestirii i-a făcut pe cititorii educați să-și dea seama că este vorba de o farsă.

## Rezumat

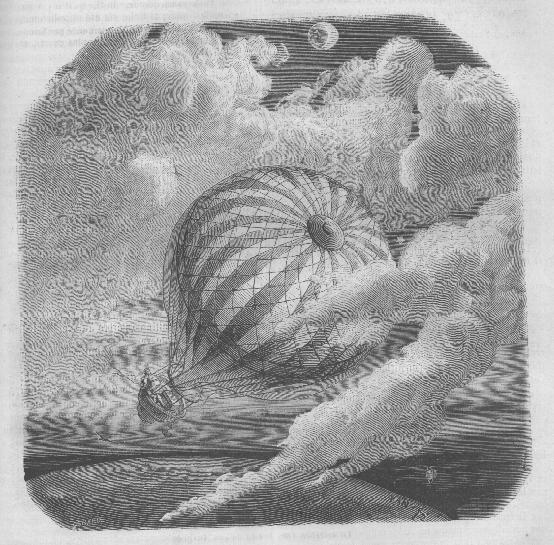
Ilustrația lui Yan Dargent referitoare la The Unparalleled Adventure of One Hans Pfaall apărută în volumul Edgar Poe et ses œuvres (1864) al lui Jules Verne.

Într-una din zile, o mulțime numeroasă adunată în centrul orașului Rotterdam observă un obiect de zbor ciudat, asemănător cu un balon cu aer cald, care traversează cerul. Un omuleț cu aspect ciudat aruncă din balon un pachet voluminos la picioarele primarului Superbus Von Underduk, iar apoi, înainte ca locuitorii orașului să întreprindă vreo acțiune, aparatul de zbor se înalță și dispare. Pachetul, care conținea un raport incredibil scris de un fost localnic pe nume Hans Pfaall ce fusese dat dispărut cu cinci ani în urmă, este preluat de unii dintre locuitorii de frunte ai orașului și cercetat în detaliu. 
Manuscrisul, care ocupă cea mai mare parte a textului povestirii, prezintă în detaliu modul în care Pfaall a ajuns pe Lună cu ajutorul unui balon din pânză cauciucată, construit într-un mod revoluționar și care conținea un dispozitiv care transformă vidul din spațiu în aer respirabil. Cu cinci ani în urmă, dezamăgit de situația sa materială tot mai proastă, Hans Pfaall se gândea să se sinucidă. Într-o zi, pe când rătăcea deprimat prin oraș, el a găsit la o librărie locală o carte de astronomie care i-a atras atenția. Inspirat de cartea citită, Pfaall a început să se documenteze cu privire la astronomie și la aparatele de zbor, construind un balon cu aer cald care folosea un gaz necunoscut descoperit de un cetățean misterios de Nantes. El crede că există aer rarefiat între Pământ și Lună, nefiind de acord cu savanții care susțin că spațiul cosmic ar fi vid.
Într-o noapte - ajutat de trei creditori care nu bănuiau care îi sunt intențiile - el se ridică în aer cu balonul și părăsește Pământul, cei trei creditori fiind uciși accidental de o explozie petrecută în timpul pornirii. El ia în balon o pisică și doi porumbei în scop științific. Călătoria durează nouăsprezece zile, iar narațiunea include descrieri ale Pământului din spațiu, precum și coborârea sa pe satelitul vulcanic. Călătorul descoperă că Luna este locuită de oameni mici de statură, urâți și fără urechi: „(...) agățându-mă cu amândouă mâinile de plasă, abia dacă mai avui vreme să-mi dau seama că întregul ținut, atât cât vedeam cu ochii, era presărat pretutindeni cu locuințe de pitici, când, iată, am și căzut cu capul în jos drept în inima unei cetăți fantastice, în mijlocul unei mulțimi numeroase de omuleți pociți și mărunței, care nu rosteau nici un cuvânt și nu-și dădeau nici cea mai mică osteneală să mă ajute, ci stăteau ca o turmă de nerozi, făcând schime caraghioase și uitându-se chiorâș, cu mâinile în șolduri, la balonul meu și la mine”.
Pfaall încheie scrisoarea cerând permisiunea de a reveni pe Pământ și ascunde cea mai mare parte a informațiilor cu privire la suprafața Lunii și a locuitorilor săi cu scopul de a-și negocia iertarea de la primarul orașului pentru cele câteva crime comise atunci când a plecat de pe pământ (cei trei creditori ai săi, care deveniseră obositori). După citirea manuscrisului, autoritățile orașului sunt de acord că Pfaall ar trebui să fie iertat, dar mesagerul care le-a adus textul (aparent un locuitor al Lunii) a dispărut și este imposibil să se restabilească o comunicare cu el. Povestea incredibilă prezentată în scrisoare este considerată de multă lume ca fiind o farsă, iar potrivit unor relatări Hans Pfaall și cei trei creditori ar fi niște bețivi ce tocmai se întorseseră dintr-o călătorie de peste mări, în timp ce omulețul fără urechi ar fi un pitic vrăjitor ce ar fi dispărut de câteva zile din vecinătatea orașului Bruges.

## Istoricul publicării
Povestirea a fost publicată pentru prima dată în ediția din iunie 1835 a revistei lunare Southern Literary Messenger cu scopul de a fi o farsă. Ea a fost inclusă apoi în volumul Tales of the Grotesque and Arabesque (1840), fiind publicată mai apoi în mai multe antologii.
Prima traducere în limba română a fost realizată de poetul și prozatorul Grigore Haralamb Grandea și publicată în foileton la mijlocul anului 1878, sub titlul „Călătorie în Lună”, în ziarul Resboiul din București (nr. 337—347, 26 iunie – 6 iulie 1878).:p. 198 Această traducere a mai apărut cel puțin o dată până la sfârșitul secolului al XIX-lea, în Foaia populară a lui Ilie Ighel Deleanu, la începutul anului 1899, prefațată de următorul text: „începem cu numărul de azi publicarea unei foarte interesante nuvele: «Călătorie în lună», datorită penei eminentului scriitor american Edgar Poe. Dăm, conform tradițiunilor noastre, portretul și note biografice asupra acestui nuvelist.”.
O altă traducere a fost realizată de Ion Vinea și publicată sub titlul „Nemaipomenita întîmplare a unui anume Hans Pfaall” în Colecția „Povestiri științifico-fantastice” (nr. 125, 1960),:p. 264 periodic de literatură pentru tineret editat de revista „Știință și Tehnică”; traducerea lui Vinea a fost republicată sub titlul „Hans Pfaall” în vol. Scrieri alese (vol. I), editat în 1963 de Editura pentru Literatură Universală din București, fiind reeditată și de alte edituri, și inclusă apoi sub titlul „Hans Pfaall” în antologia Regele visurilor (Povestiri americane din secolul al XIX-lea), editată în 1980 de Editura Albatros din București, în cadrul Colecției „Fantastic Club”, fiind preluată acolo din volumul Scrieri alese (Editura Univers, 1979), împreună cu notele redacției.
Traduceri mai noi au fost realizate de Florența Drăghicescu (publicată sub titlul „Nemaipomenita aventură a unui oarecare Hans Pfaall” în volumul Scurtă discuție cu o mumie, editat în 2005 de Editura Minerva din București), de Liviu Cotrău (publicată sub titlul „Neasemuita aventură a unuia zis Hans Pfaall” în volumul Masca Morții Roșii: schițe, nuvele, povestiri (1831–1842), editat în 2012 de Editura Polirom din Iași) și de Gabriel Mălăescu (publicată sub titlul „Aventura fără egal a unui oarecare Hans Pfaall” în volumul Gândacul de aur, editat în 2014 de Editura MondoRo din București).

## Semnificație literară
„Hans Pfaall” este considerată a fi una dintre primele scrieri științifico-fantastice, ea având ca subiect zborul dincolo de limitele gravitației terestre, cu 30 de înainte de apariția romanului De la Pământ la Lună (1865) al lui Jules Verne.:p. 4 În subsolul acestei povestiri, E. A. Poe definește literatura S.F.,:p. 29 scriind că narațiunile cu un subiect asemănător sunt considerate „mistificări” care „încearcă să pară verosimile prin amănunte științifice”.
Într-o notă la „Hans Phaall”, Poe se referea la deosebirile dintre povestirea lui și alte lucrări care prezentau o călătorie imaginară în Lună: „În aceste diferite opuscule, scopul este întotdeauna satiric, tema o descriere a moravurilor lunare în raport cu ale noastre. Dar în nici un caz nu văd efortul de a face plauzibile amănuntele călătoriei însăși. Toți autorii par absolut ignoranți în materie de astronomie; în Hans Pfaall, intenția este originală în măsura în care reprezintă un efort către verosimilitate în aplicarea principiilor științifice (atât cât o îngăduie natura fantastică a subiectului) la călătoria de la Pământ la Lună.”:p. 6
Povestirea lui Poe nu tratează călătoria în Cosmos ca un subiect fantezist sau ironic,:p. 87 ci analizează un număr impresionant de probleme de natură științifică ale zborului interplanetar precum calculul timpului necesar pentru a parcurge distanța de la Pământ până la Lună, depășirea dificultăților provocate de altitudine și de temperaturile scăzute, problema aprovizionării cu aer și cu alimente pe parcursul zborului, găsirea unei viteze de deplasare care să permită ieșirea de pe orbita Pământului, existența unei atmosfere foarte rarefiate în spațiul cosmic și demonstrarea acestei ipoteze prin observații asupra mișcării unei comete, posibilitatea condensării atmosferei rarefiate cu un dispozitiv special, urmările rarefierii aerului asupra organismului uman, calcularea suprafeței vizibile a Pământului prin folosirea trigonometriei sferice, forma aparent concavă a Pământului văzut din Cosmos, culoarea neagră a spațiului cosmic, primejdia ciocnirii cu meteoriți, existența unei atmosfere lunare etc.:p. 88:p. 5
Călătoria cosmică cu balonul pare astăzi o idee puerilă, dar zborul cu o ghiulea trasă de un tun gigantic (imaginată de Jules Verne) este o soluție la fel de inadecvată.:p. 5
„Hans Pfaall” este prima scriere modernă care tratează tema explorărilor selenare.:p. 123 Ea a avut, evident, o influență semnificativă asupra romanului De la Pământ la Lună (1865) al lui Jules Verne, în care este menționată și care conține asemănări importante în ceea ce privește acțiunea. Astfel, într-o cuvântare ținută în fața membrilor Gun-Club-ului din Baltimore, președintele Impey Barbicane amintește de călătoria ficțională a lui Hans Pfaal în următoarele cuvinte:
„— (...) voi adăuga că cunoscutul Hans Pfaal din Rotterdam, ridicându-se cu un balon umplut cu azot, de treizeci și șapte de ori mai ușor decât hidrogenul, a ajuns pe Lună după nouăsprezece zile de zbor. Această călătorie, ca și încercările precedente, era pur imaginară, dar a fost opera unui scriitor cunoscut în America, un geniu straniu și contemplativ. Se numea Poe.
— Ura pentru Edgar Poe! strigă adunarea electrizată de cuvintele președintelui său.”

## Răspuns critic
Scriind despre „Hans Pfaall”, profesoara Zoe Dumitrescu-Bușulenga considera că această povestire „ne introduce în specificul unei anumite laturi a creației lui Poe. E vorba, de data aceasta, de capacitatea lui de fabulație în ipostaza analitică, unică în istoria romantismului universal, și care-l duce la o viziune științifico-fantastică asupra lumii. Scriitorul începe cu eroul său călătoria spre Lună, dar nu în elanurile pline de poezie și imagini folclorice eminesciene sau shelleyene, ci într-un mod foarte apropiat de știință, în orice caz urmând-o. Însemnările de distanță, de altitudine, de presiune, de temperatură, de poziție a astrelor sunt făcute cu o exactitate care te convinge, care te cucerește. Îl urmărești pe Hans Pfaall în călătoria sa atât de verosimilă, așa cum astăzi am urmări pe cosmonauți prin radio sau televizor. Edgar Poe reunește o imaginație aproape fără limite cu o putere de observație, cu o acuitate analitică rar întâlnite”.